# Боровица (хижа)
Вижте пояснителната страница за други значения на Боровица.
Хижа „Боровица“ е туристическа хижа разположена на язовир „Кърджали“ в близост до село Ненково. Най-близкият град Кърджали отстои на 18 км, с него се свързва посредсвтом асфалтов път.
Представлява масивна триетажна сграда с капацитет около 50 места с етажни санитарни възли и бани. Сградата е водоснабдена и електрифицирана, с централно отопление.
Името хижата си дължи на близко разположената река Боровица, ляв приток на река Арда.
Друга най-близка хижа е хижа „Млечино“ на около 4 часа пеша по маркирана туристическа пътека.